# Nawaphonn Sonkham
Nawaphonn Sonkham (thailändisch นวพล สอนคำ, * 22. Mai 2003) ist ein thailändischer Fußballspieler.

## Karriere
Nawaphonn Sonkham erlernte das Fußballspielen in der Jugendmannschaft des Rayong FC. Hier unterschrieb er im August 2022 auch seinen ersten Profivertrag. Der Verein aus Rayong spielt in der zweiten Liga, der Thai League 2. Sein Pflichtspieldebüt gab er am 16. November 2022 in der ersten Runde des Ligapokals gegen den Nongbua Pitchaya FC. Sein Zweitligadebüt gab Nawaphonn Sonkham am 29. Januar 2023 (21. Spieltag) im Heimspiel gegen den Chiangmai FC. Bei dem 4:1-Heimerfolg wurde er in der 88. Minute für den Burmesen Lwin Moe Aung eingewechselt. Nach einer Spielzeit, in der er nur ein Spiel bestritt, wechselte er im Juli 2024 zum Drittligisten Fleet FC. Mit dem Verein aus Sattahip spielte er 22-mal in der Eastern Region der Liga. Im Sommer 2025 wechselte er zum Zweitligisten Pattaya United FC.